# Beeskow
Beeskow est une ville allemande située dans le Brandebourg et chef-lieu de l'arrondissement d'Oder-Spree.

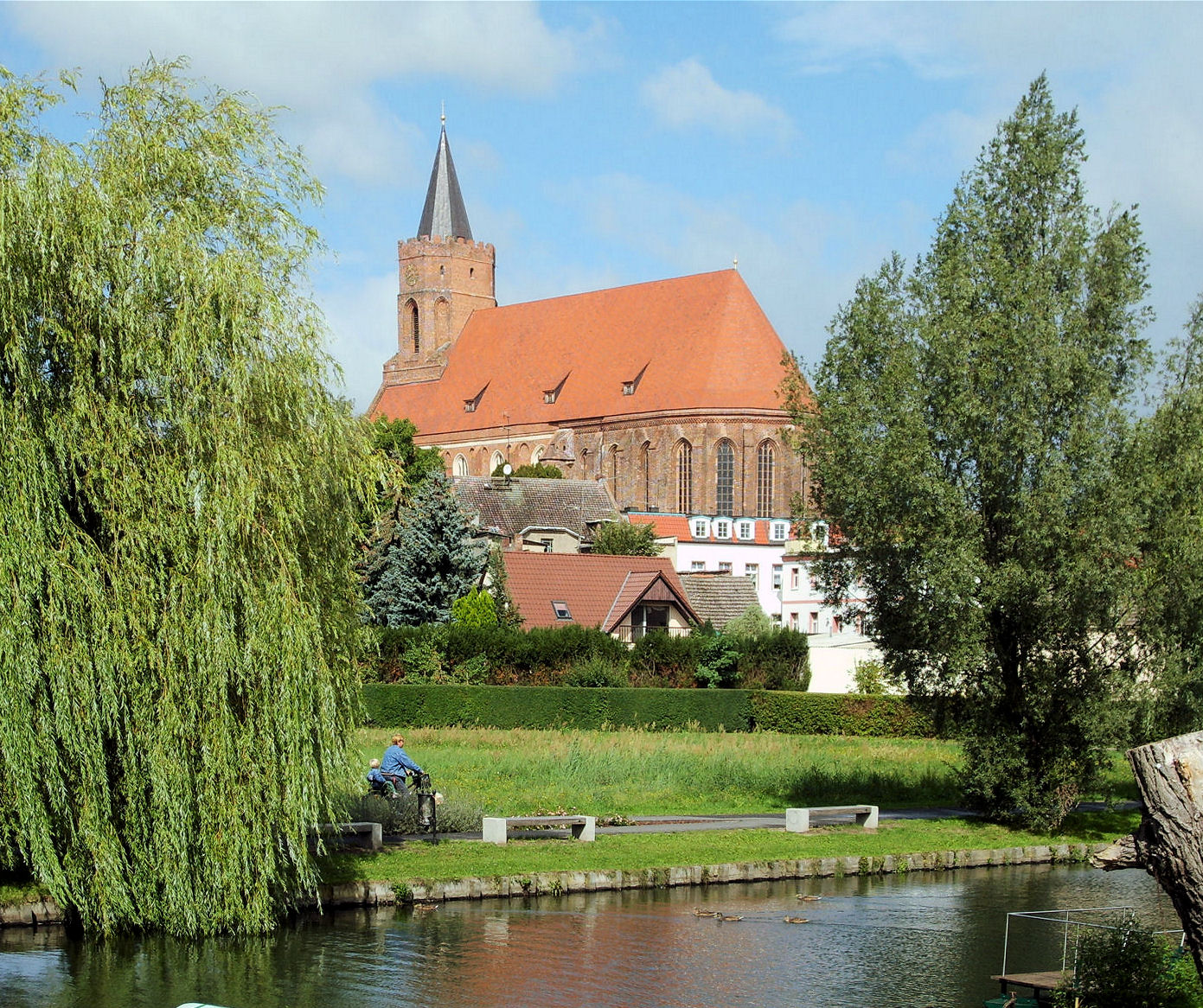
Église de Marie à Beeskow

## Démographie
- Développement de la population dans les limites actuelles. -- Ligne bleue: Population; Ligne pointillé: Comparaison avec le développement de Brandebourg -- Fond gris: Période du régime nazie; Fond rouge: Période du régime communiste
- Évolution recente (ligne bleue) et prévisions sur l'effectif de résidents

| Année | Population |
| ----- | ---------- |
| 1875  | 6 668      |
| 1890  | 6 585      |
| 1910  | 6 408      |
| 1925  | 6 744      |
| 1933  | 7 403      |
| 1939  | 7 128      |
| 1946  | 9 509      |
| 1950  | 9 191      |
| 1964  | 8 667      |
| 1971  | 8 774      |

| Année | Population |
| ----- | ---------- |
| 1981  | 9 617      |
| 1985  | 9 749      |
| 1989  | 9 854      |
| 1990  | 9 712      |
| 1991  | 9 595      |
| 1992  | 9 585      |
| 1993  | 9 415      |
| 1994  | 9 329      |
| 1995  | 9 403      |
| 1996  | 9 549      |

| Année | Population |
| ----- | ---------- |
| 1997  | 9 398      |
| 1998  | 9 294      |
| 1999  | 9 100      |
| 2000  | 8 946      |
| 2001  | 8 865      |
| 2002  | 8 756      |
| 2003  | 8 612      |
| 2004  | 8 594      |
| 2005  | 8 432      |
| 2006  | 8 365      |

| Année | Population |
| ----- | ---------- |
| 2007  | 8 314      |
| 2008  | 8 235      |
| 2009  | 8 206      |
| 2010  | 8 120      |
| 2011  | 8 030      |
| 2012  | 7 996      |
| 2013  | 7 981      |
| 2014  | 7 964      |
| 2015  | 8 122      |
| 2016  | 8 099      |

| Année | Population |
| ----- | ---------- |
| 2017  | 8 080      |
| 2018  | 8 042      |
| 2019  | 8 040      |
| 2020  | 8 070      |

## Personnalités liées à la ville
- Jean Pierre Barthélémy Rouanet (1747-1837), professeur, fonctionnaire, écrivain franco-allemand.
- Judith Zeidler (1968-), rameuse d'aviron germano-australienne, championne olympique et du monde.
- Jana Thieme (1970-), rameuse d'aviron, championne olympique.